# AS.34 Kormoran
L'AS.34 Kormoran est un missile antinavire de type « tire et oublie » produit en Allemagne. Il utilise un système de guidage inertiel pour la première partie de son vol avant de passer à un guidage radar actif pour la phase finale de l'attaque. Deux versions successives ont été produites.

## Conception et développement
En 1962, Aérospatiale débute la conception de l'AS.33. À partir de 1964, celui-ci est repris comme base pour l'AS.34 par Messerschmitt-Bölkow-Blohm (maintenant Airbus Defence and Space). Le Kormoran est alors le premier grand programme de missiles de l’après-guerre en République fédérale d'Allemagne. Le missile est à l'origine destiné à la lutte antinavire dans les eaux côtières, cependant il garde une capacité secondaire air-sol. Il emporte une charge militaire de 165 kg à fragmentation, activée par une fusée à retard afin de pénétrer de 90 mm dans la cible avant de détoner. Sa portée maximale est de 23 km. Il est propulsé par deux propulseurs d'appoint produisant 27 kN de poussée pendant une seconde pour la phase d'accélération puis par un moteur-fusée générant 2,8 kN de poussée pendant près de 100 secondes pour le vol de croisière, menant le missile à Mach 0,9. Les premiers essais ont lieu en 1970 à partir d'un F-104G Starfighter. Les premiers missiles de série sont livrés à partir de 1973 aux deux escadrilles de la Marineflieger. 350 Kormoran 1 sont produits pour l'Allemagne et 160 pour l'Italie.
L'AS.34 Kormoran 2 est une version améliorée du Kormoran 1. Le développement débute en 1983, les premiers essais ayant lieu début 1986. Le missile comporte une charge militaire améliorée, une électronique numérique, une tête chercheuse améliorée, une résistance accrue au brouillage électromagnétique, un moteur-fusée plus puissant, une plus grande portée, un système de sélection des cibles amélioré et une capacité de tir multiple.
Bien que qu'utilisant la même cellule que le Kormoran 1, le Kormoran 2 possède une portée augmentée à 35 km et une charge militaire accrue de 220 kg. Les essais débutent en 1986 et prennent fin en 1987 et le missile entre en service dans la marine allemande en 1991 sur Panavia Tornado. Près de 140 exemplaires sont produits pour l'Allemagne.

## Utilisateurs
- Allemagne : 

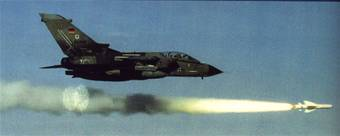
Tir d'un AS.34 Kormoran depuis un Tornado IDS.

  - 350 Kormoran 1 entrés en service en 1977[4]
  - 140 Kormoran 2 entrés en service en 1991[5],[4]
- Italie : 160 Kormoran 1[6]